# Кандія (Нью-Гемпшир)
Кандія (англ. Candia) — місто (англ. town) в США, в окрузі Рокінґгем штату Нью-Гемпшир. Населення — 4013 особи (2020).

## Демографія
Згідно з переписом 2010 року, у місті мешкало 3909 осіб у 1450 домогосподарствах у складі 1112 родин. Було 1494 помешкання
Расовий склад населення:
| - 97,7 % — білих - 0,5 % — азіатів - 0,3 % — корінних американців - 0,3 % — чорних або афроамериканців |

До двох чи більше рас належало 1,1 %. Частка іспаномовних становила 1,3 % від усіх жителів.
За віковим діапазоном населення розподілялося таким чином: 22,3 % — особи молодші 18 років, 67,4 % — особи у віці 18—64 років, 10,3 % — особи у віці 65 років та старші. Медіана віку мешканця становила 44,5 року. На 100 осіб жіночої статі у місті припадало 101,3 чоловіків;  на 100 жінок у віці від 18 років та старших — 101,7 чоловіків також старших 18 років.
Середній дохід на одне домашнє господарство  становив 112 473 долари США (медіана — 95 195), а середній дохід на одну сім'ю — 122 658 доларів (медіана — 98 056). Медіана доходів становила 90 096 доларів для чоловіків та 45 290 доларів для жінок. За межею бідності перебувало 6,3 % осіб, у тому числі 7,8 % дітей у віці до 18 років та 7,5 % осіб у віці 65 років та старших.
Цивільне працевлаштоване населення становило 2265 осіб. Основні галузі зайнятості: освіта, охорона здоров'я та соціальна допомога — 20,8 %, виробництво — 16,0 %, науковці, спеціалісти, менеджери — 13,4 %.